# Saint-Pierre-du-Mont, Landes
Saint-Pierre-du-Mont är en kommun i departementet Landes i regionen Nouvelle-Aquitaine i sydvästra Frankrike. Kommunen ligger i kantonen Mont-de-Marsan-Sud som tillhör arrondissementet Mont-de-Marsan. År 2022 hade Saint-Pierre-du-Mont 9 996 invånare.

## Befolkningsutveckling
Antalet invånare i kommunen Saint-Pierre-du-Mont
Referens:INSEE